# Чемпионат РСФСР по конькобежному спорту в классическом многоборье
Чемпионат РСФСР по конькобежному спорту в классическом многоборье — национальный чемпионат по конькобежному спорту, проводившийся в 1918—1922 годах.

## Мужчины
| Год  | Место                   | Золото                  | Серебро                 | Бронза                  |                         |                         |
| 1918 | Москва                  | Яков Мельников          | Василий Ипполитов       | А. Газенфуз             |                         |                         |
| 1919 | Москва                  | Яков Мельников          | Никита Найдёнов         | Николай Иванов          |                         |                         |
| 1920 | чемпионат не проводился | чемпионат не проводился | чемпионат не проводился | чемпионат не проводился | чемпионат не проводился | чемпионат не проводился |
| 1921 | Москва                  | Никита Найдёнов         | Платон Ипполитов        | Яков Мельников          |                         |                         |
| 1922 | Москва                  | Яков Мельников          | Платон Ипполитов        | Василий Ипполитов       |                         |                         |